# Supercoppa tedesca 2016 (pallavolo femminile)
La Supercoppa tedesca 2016 si è svolta il 16 ottobre 2016: al torneo hanno partecipato due squadre di club tedesche e la vittoria finale è andata per la prima volta al MTV Stoccarda.

## Regolamento
Le squadre hanno disputato una gara unica.

## Squadre partecipanti
| Squadra       | Qualificazione                                              | Ultima partecipazione |
| ------------- | ----------------------------------------------------------- | --------------------- |
| Dresdner      | Vincitrice 1.Bundesliga 2015-16 e Coppa di Germania 2015-16 | Debutto               |
| MTV Stoccarda | Finalista 1.Bundesliga 2015-16                              | Debutto               |

## Torneo
| 16 ottobre 2016 Mercedes-Benz Arena, Berlino Durata: 1h:53 - Spettatori: 5 624 | Dresdner | 1 - 3 | MTV Stoccarda | 20-25, 23-25, 26-24, 20-25 |